# クライストチャーチ大聖堂 (シンシナティ)
クライストチャーチ大聖堂（クライストチャーチだいせいどう、英語：Christ Church Cathedral, Cinncinnati）は、アメリカ合衆国の米国聖公会南オハイオ教区にある教会堂である。

## 歴史
1817年、フィランダー・チェイス牧師（のちの主教および総裁主教）や、ウィリアム・ハリソン（のちの第9代アメリカ合衆国大統領）、ダニエル・ドレイク博士のようなシンシナティにおける著名な初期開拓移民により設立された。1820年、教会はオハイオ州と正式に合併した。最初の建物はイースト・シックス通りにあった。
1835年、教会は現在のイースト・フォース通り318番地に移転した。1835年に建てられた赤煉瓦の建物はロンドンの聖ダンスタン教会（旧名：ステップニー教会）をモデルとした。
1907年にネオ・ゴシック建築様式で建てられた牧師館は、今日において事務室、教室、会議室、体育館、大聖堂図書館やカテドラルショップなどを提供している。
現在ある教会の北側に位置するセンテニアル・チャペル（英語：Centennial Chapel）は、教会設立100周年を記念して1917年に建てられた。個々の祈願や黙想のための静かな空間に限らず、小規模な礼拝式や音楽会のためのセットとしても提供されている。シンシナティ出身の開拓移民建築家のフレデリック・W・ガーバー事務所によって設計されているかもしれない。
危険だと思われた1835年建設の建物は現在の建物とともに1957年に元の場所に戻され、建築家のデイビッド・ブリッグス・マックスフィールドにより大胆なモダニズム建築様式に設計された。1835年に建てられた元の教会からステンドグラス窓のような作品を組み入れられているが、大聖堂複合施設にあるより古い建物とは著しく対照的である。1980年代に広範囲に渡って改築が行われ、1990年代に再度改築が行われた。
1993年のエルサレム入城の日、クライストチャーチは南部オハイオ教区の大聖堂に聖別され、旧聖パウロ大聖堂の後を継ぐ形となっている。翌年、教会や複合施設を対象とするクライストチャーチの歴史上最も大規模な改装計画が始まり、1998年に大聖堂は再奉納された。

## 今日のクライストチャーチ大聖堂

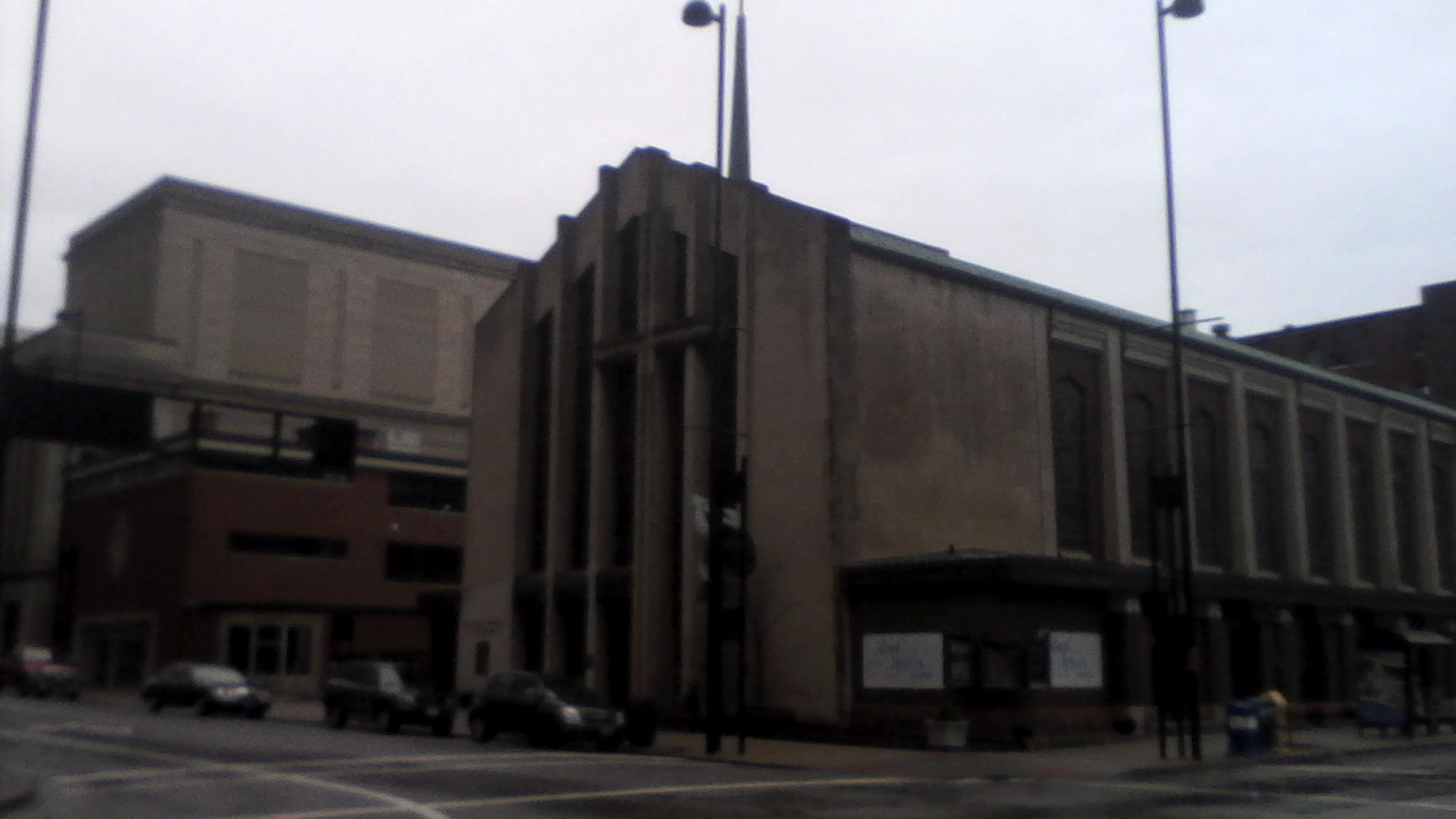
シカモア通りから見た改装前の大聖堂

クライストチャーチは2世紀前に遡る地域社会に対する奉仕の歴史を継続させている。
2021年、オーウェン・C・トンプソン牧師がアフリカ系アメリカ人初の首席司祭となった。トンプソン牧師は、1992年から2005年まで南オハイオ教区の教区主教を務めたハーバード・トンプソン・ジュニア牧師の息子である。同年にリチャード＝フォークス社製のオルガンであるOpus 24が内陣の後方に設置された。